# 74e division de cavalerie
Pour les articles homonymes, voir 74e division.
La 74e division de cavalerie (en russe : 74-я кавалерийская дивизия) est une unité de l'armée rouge créée en août 1941 et dissoute en avril 1942. Elle n'est cependant pas engagée dans les combats de la Seconde Guerre mondiale. 

## Historique
La division est créée par ordre du Comité d'État à la Défense daté du 11 août 1941 dans le district militaire de l'Oural. Le 15 novembre 1941, la division rejoint Iegorievsk, où elle est rattachée à la 26e armée de réserve.
Par ordre du 4 janvier 1942, la division est affectée au 16e corps de cavalerie du district militaire de Moscou. Elle est indiquée, à tort, comme unité combattante du 4 décembre 1941 au 26 avril 1942.
Elle est dissoute en avril 1942, par ordre de la Stavka du 16 mars 1942, et ses unités constituantes renforcent le 3e corps de cavalerie de la Garde.